# Буткевич, Анна Алексеевна
А́нна Алексе́евна Бутке́вич (урождённая Некра́сова; 1823, Ярославль — 20 февраля (3 марта) 1882, Санкт-Петербург) — русская журналистка, писательница и переводчица. Сестра поэта Н. А. Некрасова и распорядительница его литературного наследия.

## Биография
Происходила из среднепоместной дворянской семьи из Ярославской губернии. Дочь майора и помещика Алексея Сергеевича Некрасова (1788—1862) и Елены Андреевны (урождённой Закревской) (1801—1841). В семье было 13 братьев и сестёр.
Анна была любимой сестрой поэта. «Ты одна мой настоящий друг» писал ей Н. А. Некрасов. В поэзии Н. А. Некрасова присутствуют образы родных людей — матери, отца, брата Андрея (скончался в юные годы) и сестер — Елизаветы и Анны. Образ матери — главный положительный герой некрасовского поэтического мира. Отец выступает в роли деспота семьи, необузданного дикаря-помещика. Елизавета показана жертвой, и поэт сравнивает её судьбу с судьбой из матери. Анна выступает нежным другом и даже отчасти литературным критиком и советчиком. Н. А. Некрасов, будучи к ней очень привязанным, посвятил Анне в 1863 г. свою поэму «Мороз, Красный нос»: "Ты опять упрекнула меня, что я с музой моей раздружился...".
Анна Алексеевна некоторое время училась в пансионе мадам Буткевич в Ярославле и осталась при нём гувернанткой. Сообщая об этом старшему брату, Анна писала, что отец отказал ей в малейшей помощи (как прежде и самому Николаю Алексеевичу за его своевольный отказ от военной карьеры), но не оставлял попыток к примирению. Следует заметить, что именно Анна была инициатором разрыва с отцом, поскольку, как и Николай Алексеевич, не могла сойтись с ним характерами. Потому брат одобрил её уход из дому и, скрепя сердце, устройство в пансион. Из писем того периода видно, что он беспокоится о судьбе сестры и не считает её устройство удачным, однако ничего иного предложить ей не может, оттого прибавляет: «Если это неизбежно, то дай бог, чтоб ты нашла себе место у добрых и честных людей».
Через два года Анна Алексеевна вышла замуж за Генриха Станиславовича Буткевича, брата мужа хозяйки пансиона, и таким образом её судьба устроилась. Муж Анны Алексеевны был военным, во время Крымской войны оказался тяжело ранен, потерял ногу. Вышел в отставку в чине подполковника. Вероятно, к этому времени, то есть ко второй половине 1850-х годов, и относится семейная фотография, где тридцатипятилетняя Анна Алексеевна стоит рядом с пожилым военным, грудь которого украшена боевыми крестами. Брак оказался неудачным, и Анна Алексеевна покинула мужа. Несмотря на это, семья Некрасовых продолжала с ним общение. Н. А. Некрасов даже подумывал сделать Генриха Станиславовича редактором юмористического приложения журнала "Современник" "Свисток" и неоднократно принимал его в своей ярославской усадьбе "Карабиха".
Свое семейное счастье А. А. Буткевич обрела с известным инженером Александром Николаевичем Ераковым. Первоначально, после разрыва с мужем, Анна Алексеевна устроилась в семью овдовевшего Еракова гувернанткой, однако вскоре стала его гражданской женой. Сам Александр Николаевич был большим любителем литературы, близким другом Н. А. Некрасова, его душеприказчиком и исполнителем его завещания. Николай Алексеевич посвятил ему несколько стихотворений, в том числе знаменитую "Элегию". Дочери А. Н. Еракова, Вера и Надежда, также пробовали себя на литературном поприще в качестве переводчиц. Вместе с Анной Алексеевной они печатались в "Переводах лучших иностранных писателей", журнале, который издавала знаменитая Марко Вовчек, и в котором работали исключительно женщины.
Обладая блестящими способностями, Анна Алексеевна изучила французский язык, а также свободно владела немецким и английским языками. Одаренная тонким умом и прекрасной памятью, она была очень начитана и хорошо знакома с выдающимися произведениями не только современных европейских, но и древних писателей. Её познаниями и советами часто пользовался Н. А. Некрасов, в жизни которого она имела немаловажное значение. Связанный с сестрой самой нежной и тесной дружбой, Н. А. Некрасов очень ценил её мнение и часто читал ей свои новые произведения прежде, чем отдавал их в печать. Из писем поэта известно, что сестра делала для него переводы, однако, к сожалению, полный список работ Анны Алексеевны до сих пор так и не выявлен.
Как и другие родственники поэта Анна Алексеевна испытывала антипатию к супруге поэта — Зинаиде Николаевне. Литературоведы объясняют это обычно тем, что у девушки отсутствовали культура и привычные для семьи поэта признаки достойного воспитания, а Анна Алексеевна ещё и ревновала супругу поэта, которая могла оттеснить её на второй план среди близких Некрасову людей.
После смерти горячо любимого брата А. А. Буткевич всецело отдалась служению его памяти. Дважды издавала его «Стихотворения» (СПб., 1879 и 1882), приложив много сил к тому, чтобы изданное было достойно его памяти. Изданные в 1879 г. по завещанному ей Некрасовым авторскому праву «Стихотворения Н. А. Некрасова», до сих пор остаются одним из самых полных и лучших изданий русского поэта, оно снабжено ценными примечаниями и библиографическим указателем С. М. Пономарёва и теперь является библиографической редкостью.
Издала она также иллюстрированные избранные стихотворения своего брата под заглавием «Некрасов — русским детям» (СПб., 1881, рисунки барона М. П. Клодта) и отдельно поэму «Кому на Руси жить хорошо». Все доходы от этих изданий она, как и значительную часть своих средств, отдала на увековечение памяти брата. 12 апреля 1879 г. П. В. Анненков писал ей: «Вы исполняете свой долг перед поэтом, как немногие, и какой бы Вы памятник ни поставили на могиле его, он не будет лучше этого».
Анна Алексеевна оказывала постоянные и единовременные пособия и пожертвования в его память, выкупила у брата Константина его долю в имении Н. А. Некрасова "Чудова Лука" в Новгородской губернии, для устройства в нём ремесленной школы имени поэта, воздвигла памятник на его могиле на кладбище Новодевичьего монастыря (скульптор — Чижов), наравне с младшим братом Федором Алексеевичем учредила в Санкт-петербургском университете стипендию имени Н. А. Некрасова.
Похоронена рядом с могилой брата Н. А. Некрасова на кладбище Новодевичьего монастыря (средняя часть, 1 участок).